# Creney-près-Troyes
 Creney-près-Troyes  là một xã ở tỉnh Aube, thuộc vùng Grand Est ở phía bắc miền trung nước Pháp.